# Volusii
La gens Volusia était une ancienne famille plébéienne sous l'Empire Romain.

## Membres

### Volusii Saturnini
- Quintus Volusius (Saturninus), (v.-90 - ap.-50), préfet en Cilicie en -51/-50,  [1]
  - Lucius Volusius Saturninus, (v.-60 - 20), consul suffect en -12
    - Lucius Volusius Saturninus, (-38 - 56), consul suffect en 3, proconsul d'Asie, Préfet de Rome;
      - Lucius Volusius Saturninus, (v.15 - v.55), membre du Collège des Pontifes;
        - ? Lucius Volusius (Saturninus), (v.50 - ?), consul suffect vers 80/9
          - ? (Lucius) Volusius Torquatus, (v.90 - ?)
          - ? (Volusia), (v.90 - ?), épouse de Marcus Aquilius Regulus;
          - ? (Volusia) Torquata, (v.90 - ?), épouse de Lucius Pomponius Bassus

      - Quintus Volusius Saturninus, (25 - 68/9), consul de 56;
        - ? Volusia Torquata, (v.50/5 - ?), épouse de (Marcus Licinius) Scribonianus Camerinus;
          - ? Licinia Cornelia Volusia Torquata, (v.70 - ?), épouse son cousin Lucius Volusius;

        - Lucius Volusius Saturninus, (v.55 - ap.87), consul de 87;
        - ? Volusia Cornelia, (v.55/60 - ?), épouse de Titus Sextius Magius Lateranus;
        - Quintus Volusius Saturninus, (v.60 - ap.92), consul de 92;
          - ? (Volusia), épouse un (Marcus Valerius?);
            - ? Marcus Valerius Iunianus Volusius Saturninus, (v.100 - ap.166), consul suffect en 143;

    - (Volusia Saturnina), (v.-25 - ?), épouse de Marcus Lollius [2]

### Autres
- Marcus Volusius, édile -43, il avait été proscrit, mais avait réussi à s'échapper avec des vêtements sacerdotaux empruntés à un ami adepte de la déesse Isis[a 1].
- Volusius Vorenius, centurion associé à Jules César
- Volusius, un annaliste mentionné dans un poème Catulle
- Volusius Proculus, assassina l'impératrice Agrippine et associé à Epicharis de la conspiration pisonienne de 65 [2]
- Lucius Volusius Maecianus, juriste au IIe siècle et beau-père de l'usurpateur Avidius Cassius [2]
- Volusia Vettia Maeciana, épouse de l'usurpateur Avidius Cassius [2]
- Quintus Volusius Flaccus Cornelianus, consul de 174
- Volusius Venustus, homme politique du IVe siècle
- Lucius Volusius Successus, dont le mausolée se trouve sous la nécropole vaticane